# كارل نونان
كارل نونان (بالإنجليزية: Karl Noonan)‏ هو لاعب كرة قدم أمريكية أمريكي، ولد في 17 فبراير 1944 في دوبوك في الولايات المتحدة.

## وصلات خارجية
- كارل نونان على موقع كلية كرة السلة في سبورتس رفرنس.كوم (الإنجليزية)
- كارل نونان على موقع مرجع كرة القدم المحترفة.كوم (الإنجليزية)